# دالوواکگودا
دالوواکگودا (به لاتین: Daluwakgoda) یک منطقهٔ مسکونی در سری‌لانکا است که در استان جنوبی (سری‌لانکا) واقع شده‌است.